# Westray

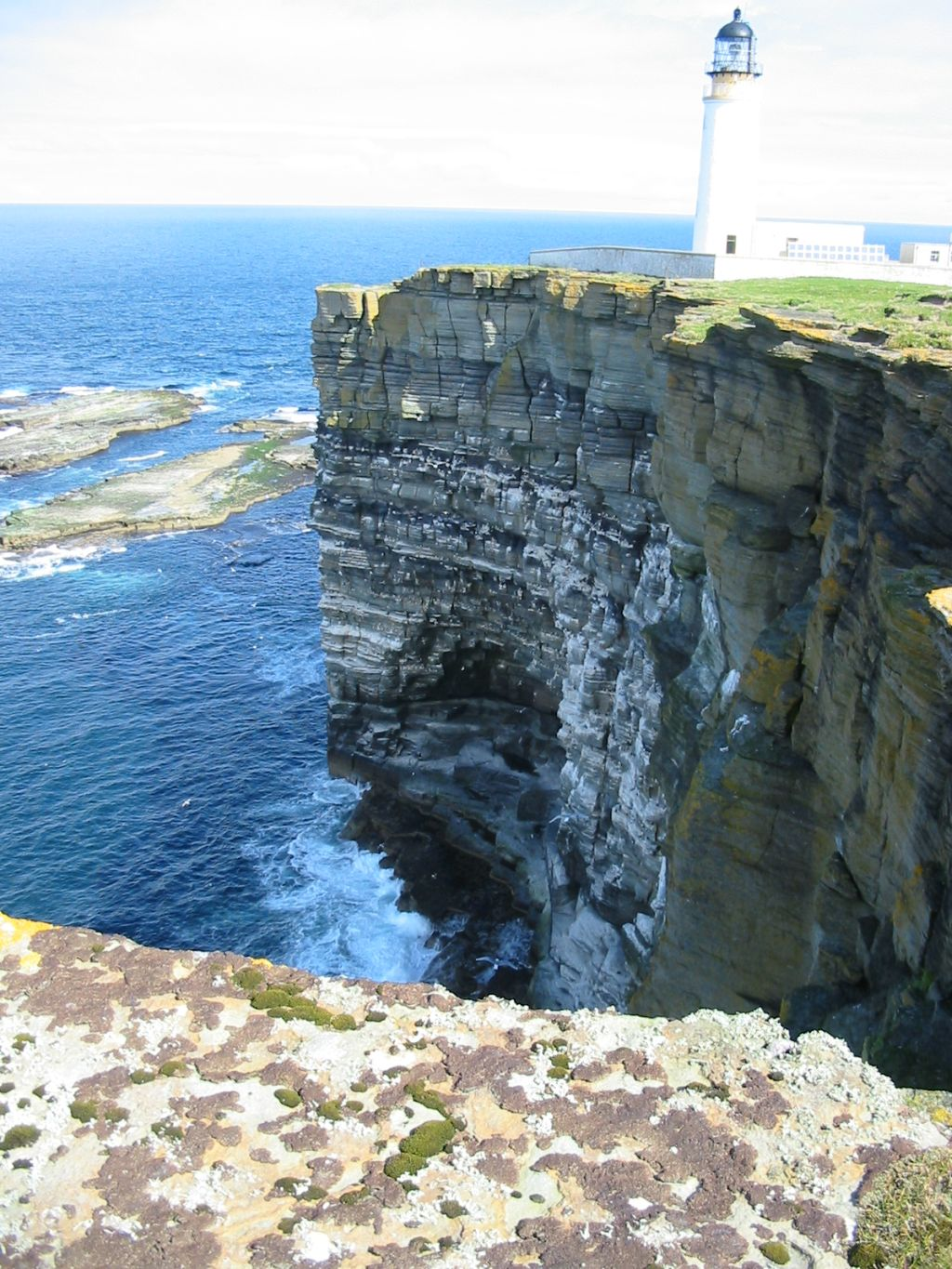
Noup Head Lighthouse

Westray är en av Orkneyöarna i Skottland, med en invånarmängd på omkring 700 människor. Huvudorten är Pierowall, med ett arvscentrum, Lady Kirks ruiner och färjor till Papa Westray.
Med en area på 46,62 km² är ön den sjätte största i Orkneyöarna.
Öns huvudindustrier är fiske, fiskodling och koskötsel. Turism är också en viktig inkomstkälla till öns ekonomi. Westray Development Trust är välkända för sin förnybara energi- och återvinningsinitiativ och planerar att vara helt självförsörjande med el år 2012.
Noltland Castle, beläget ovanför Bay of Pierowall, byggdes under 1560-talet och är känd för sitt ovanligt stora trapphus. Andra attraktioner är den romanska Cross Kirk och Castle O'Burrians havsstenar som en gång användes som eremitplats.
Noup Head Lighthouse konstruerades år 1898 och de spektakulära havsklipporna runt huvudlandet är hem för tusentals havsfåglar.
Flygplan lämnar öns flygplats Westray Airport vid Airkerness till Kirkwall på huvudön, och till Papa Westray på världens kortaste reguljära flygtur (2 minuter). Färjeterminalen ligger vid Rapness med reguljära avgångar till Kirkwall.